# Costa de Marfil en los Juegos Olímpicos de Seúl 1988
Costa de Marfil estuvo representada en los Juegos Olímpicos de Seúl 1988 por un total de 28 deportistas, 11 hombres y 17 mujeres, que compitieron en 5 deportes.
El portador de la bandera en la ceremonia de apertura fue el atleta René Djédjémél. El equipo olímpico marfileño no obtuvo ninguna medalla en estos Juegos.